# 自然結合軌道
量子化学において、自然結合軌道（しぜんけつごうきどう、英: natural bond orbital、略称: NBO）は、電子密度が最大となるよう計算された「結合性軌道」である。NBOは「自然原子軌道」(NAO)、「自然混成軌道」(NHO)、「自然結合性軌道」(NBO)、「自然（半）局在化分子軌道」(NLMO) を含む一連の自然局在化軌道の一つである。これらの自然局在化軌道は基底原子軌道 (AO) と分子軌道 (MO) との間の中間体である。
原子軌道 → NAO → NHO → NBO → NLMO → 分子軌道
有機化合物の正準分子軌道は原子軌道が分子全体に非局在化している。そのため速度論支配の反応ではフロンティア軌道による反応点の予測が困難となる場合がある。NBO解析を行うことにより、反応に関与する最高被占軌道（HOMO）や最低空軌道（LUMO）を構成する原子軌道を特定することができ、正確な反応点の特定が可能となる。分子軌道から自然結合軌道に戻す作業、NBO解析、が重要となる一例である。ホモ共役や超共役を定量的に解析することもできる。
自然（局在化）軌道は原子ならびに原子間の結合における電子密度の分布を計算するために計算化学において使われている。これらの軌道は分子の局在化1中心ならびに2中心領域における「最大占有特性」を有している。自然結合軌道 (NBO) は可能な限り高い電子密度の割合（理想的には2.000に近い）を含んでおり、ψの最も正確で可能な限り「自然なルイス構造」を与える。一般的な有機分子の99%を越えるもので見られる電子密度の高い割合（%-ρLで示される）は、正確な自然ルイス構造と一致する。
「自然軌道」の概念は、N-電子波動関数に内在する正規直交1電子関数の固有系を説明するために、Per-Olov Löwdinによって1955年に初めて導入された。

## 理論
それぞれの結合性NBO σAB（ドナー）は、原子AおよびBにおける2つの方向性を持った原子価混成軌道 (NHO) hAおよび hBの観点から書くことができる。
{\displaystyle \sigma _{\mathrm {AB} }=c_{\mathrm {A} }h_{\mathrm {A} }+c_{\mathrm {B} }h_{\mathrm {B} }}
上式のcAおよびcBは対応する分極係数である。
結合は共有結合性（cA = cB）からイオン性（cA ≫ cB）極限まで滑らかに変化する。
完全な価電子軌道空間を張るためには、それぞれの原子価結合性NBO σと対となる反結合性NBO σ*（アクセプター）が必要である。
{\displaystyle \sigma _{\mathrm {AB} }^{\ast }=c_{\mathrm {A} }h_{\mathrm {A} }-c_{\mathrm {B} }h_{\mathrm {B} }}
結合性NBOは「ルイス軌道」型（占有数は2に近い）であり、反結合性NBOは「非ルイス軌道」型（占有数は0に近い）である。理想化されたルイス構造では、完全ルイス軌道（2電子）は、形式的に空の非ルイス軌道によって補完される。
原子価反結合性軌道の弱い占有は理想化された局在化ルイス構造との決別であり、これは真の「非局在化効果」を意味する。

## ルイス構造

一酸化炭素の共鳴構造

NBOを計算することのできるコンピュータープログラムを用いて、最適ルイス構造を見ることができる。最適ルイス構造はルイス軌道に最大量の電荷（ルイス電荷）を持つ構造と定義することができる。ルイス軌道において電荷の量が低い状態は強い電子非局在化の効果を示している。
共鳴構造では、寄与が大きい構造と小さい構造が存在する。例えば一酸化炭素の場合は、三重結合が最適ルイス構造であることがNBO計算によって示される。